# Kåivåivetjärnen
Kåivåivetjärnen är en sjö i Arjeplogs kommun i Lappland och ingår i Skellefteälvens huvudavrinningsområde.